# Łęg (Lubliniec)
Pour les articles homonymes, voir Łęg.
Łęg est une localité polonaise de la gmina de Herby, située dans le powiat de Lubliniec en voïvodie de Silésie.